# Cimetière communal de Stains
Le cimetière communal de Stains est un cimetière se trouvant rue du Moutier à Stains.

## Historique
Il a été créé en 1836.
Les deux-cents victimes du bombardement de la ville le 16 août 1943, lors de l'opération Starkey, y sont enterrées.
En 2021, une quinzaine de tombes sont victimes de profanation.

## Description
Sa surface s'élève à 30 ares 81 centiares.
Deux concessions perpétuelles acquises par l'État contiennent les restes de soldats tués pendant la guerre de 1870, l'une pour deux Français, l'autre pour un Allemand.
Il s'y trouve aussi un monument aux morts et un carré de corps restitués.

## Personnalités
- Daniel Falempin, résistant du Front National de lutte pour la Libération, tué en août 1944. L'avenue Daniel-Falempin a été renommée en son hommage[7].
- Fatima Bedar, militante indépendantiste algérienne. (tombe exhumée)